# تورمافولده
تورمافولده (به مجاری:  Tormafölde) یک منطقهٔ مسکونی در مجارستان است که در ناحیه لنتی واقع شده‌است.